# 衛康叔

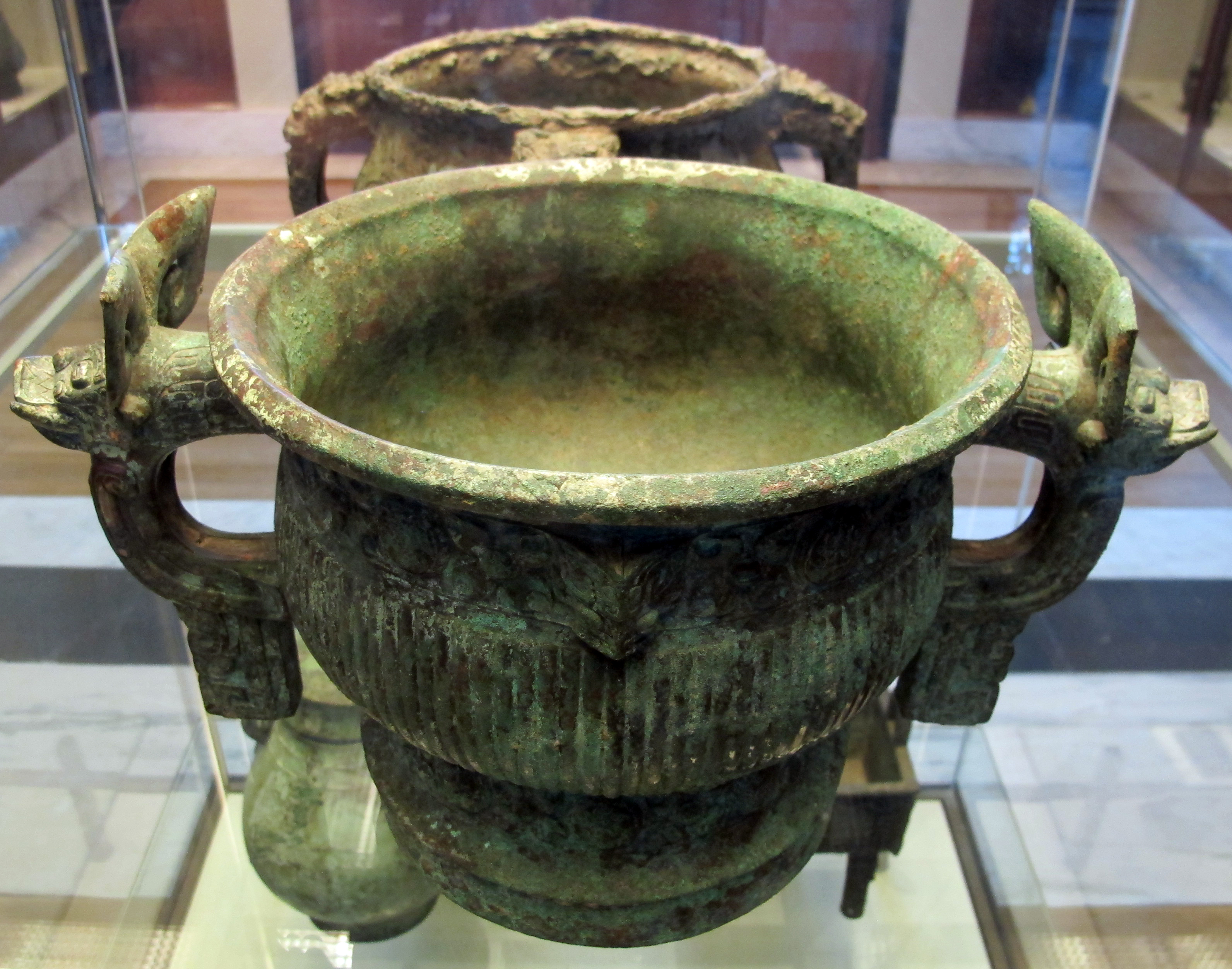
现藏于大英博物馆的康侯簋

衞烈祖康叔（？—？），姬姓，名封，又被称为康叔封，是周武王的同母弟，获武王封畿内之康国。
周成王平定三监之乱后，於前1042年在黄河和淇水之间的商朝故墟朝歌建立衞國，徙封康叔于衞。他赴任时，周公旦作《康诰》、《酒诰》、《梓材》告诫他要爱护人民。
清康熙三十四年（1695年）创建康叔祠。英国伦敦不列颠博物馆收藏的康侯簋，又称“沬司土疑簋”，《殷周金文集成》编号“七·四〇五九”。其铭文记载了周成王征伐商邑的武庚叛乱返回后，“令康侯啚于衞”，也就是封建康叔于衞。